# Carel Frederik van Parreren
Carel Frederik van Parreren (Amsterdam, 17 januari 1920 – Didam, 22 oktober 1991) was hoogleraar in de psychologische functieleer aan de Universiteit Utrecht. Voor zijn benoeming in Utrecht was hij lector in de leerpsychologie aan de Universiteit van Amsterdam. Hij hield zich vooral bezig met de studie van de onderwijsleerprocessen.
Zijn grote verdienste is dat hij de inzichten van de leerpsychologie wist te vertalen naar praktische toepassingen in het onderwijs. Zo ontwikkelde hij een eigen discipline "onderwijsleerpsychologie". Hij werd onder meer geïnspireerd door Philip Kohnstamm en door Russische leerpsychologen, onder wie Pjotr Galperin en Lev Vygotski.
In het overzichtswerk Psychologie vandaag van het Nederlands Instituut van Psychologen uit 1980 verzorgde hij het deel over onderwijspsychologie. Van Parreren geldt als een van de grondleggers van het ontwikkelend onderwijs. Zijn boek uit 1988 met die titel werd vele malen herdrukt. Ook zijn boek Leren op school werd een bestseller in onderwijskringen.

## Persoonlijk leven
De schaakster Hanneke van Parreren is een dochter van hem.

## Selectie van publicaties
- Psychologie van het leren, Deel 1. Verloop en resultaten van leerprocessen. Arnhem: Van Loghum Slaterus, 1960.
- Psychologie van het leren, Deel II. Actualisering van leerresultaten. Deventer: Van Loghum Slaterus, 1962.
- Sovjetpsychologen aan het woord (met co-redacteur J.A.M. Carpay). Groningen: Wolters-Noordhoff, 1972.
- Sovjetpsychologen over onderwijs en cognitieve ontwikkeling (met co-redacteur J.A.M. Carpay). Groningen: Wolters-Noordhoff, 1972.
- Onderwijsproceskunde (met co-redacteur M.C. Schouten-Van Parreren). Groningen: Wolters-Noordhoff, 1981.